# George de la Poer Beresford
Sir George de la Poer Beresford, britanski general, * 1884, † 1965.